# Machineris
Els machineris són un poble indígena del Brasil, Bolívia i el Perú. Els machineris viuen al llarg del riu Acre a Bolívia. Al Brasil viuen majorment en el territori indígena Mamoadate, encara que alguns també viuen en la reserva estractivista Chico Mendes, totes dues a l'estat d'Acre. La seva àrea d'assentament se superposa amb la dels yaminahua.
Altres noms amb els quals són coneguts són: machineres manchineres, manchineris, manitenéres, manitenerís i maxinéris.

## Llengua
Els machineris parlen el yine, que pertany al grup piro i és part de la família maipureana del sud de les llengües arawak. S'escriu en caràcters llatins. La Bíblia va ser traduïda al seu idioma en 1960. La majoria d'ells parla o entén espanyol i portuguès.

## Història
Van arribar al seu hàbitat actual fa 2500-5000 anys. L'explorador del segle xix Antonio Loureiro va identificar machineris a les proximitats de rius Macauã i Caiaté en 1880. Se'ls considerava relacionata o un subconjunt de l'ètnia peruana piro. Segons els relats orals dels manchineris, aquesta ètnia abans del contacte massiu amb els blancs, especialment els extractors de làtex, es va dividir en molts subgrups o clans: Manchineri, Hijiuitane, Uinegeri, Cuchixineri, Hahamlineri i Iamhageri. Amb les cada vegada més freqüents pressions i massacres dutes a terme per embarcadores, comerciants i extractors, les migracions van tenir lloc principalment en dues adreces: del Perú al Brasil i del riu Amazones a Bolívia. Després van ser utilitzats com a guies en els boscos pels extractors de cautxú i, més tard, amb la forta disminució dels preus de la matèria primera, també es van utilitzar com a força laboral, és a dir, com a extractors i transportadors. No obstant això, els conflictes entre els extractors i els manchineris es van tornar cada vegada més amargs amb les primeres intencions en la destrucció dels llogarets i les maloca (barraques) dels manchineris. En 1975 la FUNAI va optar pel trasllat dels membres del grup al territori indígena oficialment reconegut de Mamoadate, on els manchineris viuen junts en pau amb els yaminahua.

## Economia i subsistència
Intenten preservar les tradicions. Els machineris caces, pesquen i conreen utilitzant el mètode de tala i crema. Conreen blat de moro, mandioca, arròs, papaia, maní, carabassa, canya de sucre i moniato. Els homes cuiden la caça, la pesca i l'agricultura, mentre que les dones sembren cotó i herbes amb finalitats metges. També cullen i venen les nous del Brasil.
A Bolívia uns 450 machineris viuen en la comunitat San Miguel del municipi de Bolpebra al departament de Pando. La majoria d'ells s'han mudat del Brasil en els últims 30 anys, però travessen la frontera sovint. Es van assentar al llarg del riu Tahamanu i de rius tributaris d'Acre. La població que es va autoreconèixer com machineri en el cens bolivià de 2001 va ser de 15 persones. Aquest número va augmentar a 52 en el cens de 2012. La seva comunitat està afiliada a l'organització dels pobles indígenes de Pando, la Central Indígena de Pobles Originaris de la Amazonía de Pando (CIPOAP).
Al Brasil viuen en el estat d'Acre, a la frontera amb el Perú, en el territori indígena Mamoadate (des de 1987, 3136 km²), en les ribes del riu Yaco en l'àrea de les comunitats Sena Madureira i Assis el Brasil. En 1999 vivien 459 machineris. Fins ara, s'han salvat de les invasions. La cura de la salut i l'educació estan mal proveïts per agències governamentals i missioners protestants. L'últim condueix a conflictes entre conversos i no misionados.